# Ferraria de São João
Ferraria de São João é uma aldeia pertencente à freguesia de Cumeeira (Penela), concelho de Penela.
A aldeia aglomera-se numa encosta exposta a poente, com largas vistas sobre um vale e protegido por uma crista quartzitica no lado oposto. Nela as construções são de natureza simples, como as suas gentes, executadas com as matérias disponíveis nas redondezas nomeadamente o xisto, o calcário, o quarzito, o barro, a madeira que são o reflexo de hábitos, costumes e tradições.

## Património
- Capela de São João;
- Alminha;
- Currais;
- Eira.

## Pontos de interesse
- Sobreiral;
- Caminho do Xisto;
- Centro de BTT[2]

## Floresta
Em junho de 2017, durante o grande incêndio de Pedrogão Grande, o fogo cercou a aldeia cujo sobreiral centenário ajudou a travar o avanço das chamas. Depois do susto, os moradores decidiram criar uma Zona de Proteção à Aldeia, arrancando os eucaliptos e substituindo-os por sobreiros, carvalhos e outras árvores autóctones num raio de pelo menos 100 metros.